# Krukkekro
Krukkekro er en kro beliggende mellem Fraugde og Birkum i Odense SØ. Kroen blev oprettet 1749, ved kroen lå Hole Kilde. Et led var placeret ved kilden. Kroen bar navnet Holekroen og senere Krukkekroen, og her blev der afholdt kildemarkeder ved Sankt Hans tid. Kroen forsvandt omkring begyndelsen af det 19. århundrede . Efter Krukkekroens ophør, opstod en ny kro, Mye(Mjød)kroen. Myekroen lå i Tingkærhuset længere oppe mod Birkum, ved det gamle tingsted.